# Nicrophorus interruptus
Nicrophorus interruptus là một loài bọ thuộc họ Silphidae, phân họ Nicrophorinae.
Loài bọ này phân bố ở phần lớn châu Âu, phía đông Cổ bắc giới, tại Cận Đông và Bắc Phi.

## Phân loài
- Nicrophorus interruptus var. algiricus  Pasquet, 1916
- Nicrophorus interruptus var. brunnipes  Gradl, 1882
- Nicrophorus interruptus var. centrimaculatus  Reitter, 1895
- Nicrophorus interruptus var. nigricans  Pasquet, 1916
- Nicrophorus interruptus var. pasqueti  Pic, 1917
- Nicrophorus interruptus var. trimaculatus  Gradl, 188
- Nicrophorus interruptus var. trinotatus  Reitter, 1911

## Hình ảnh

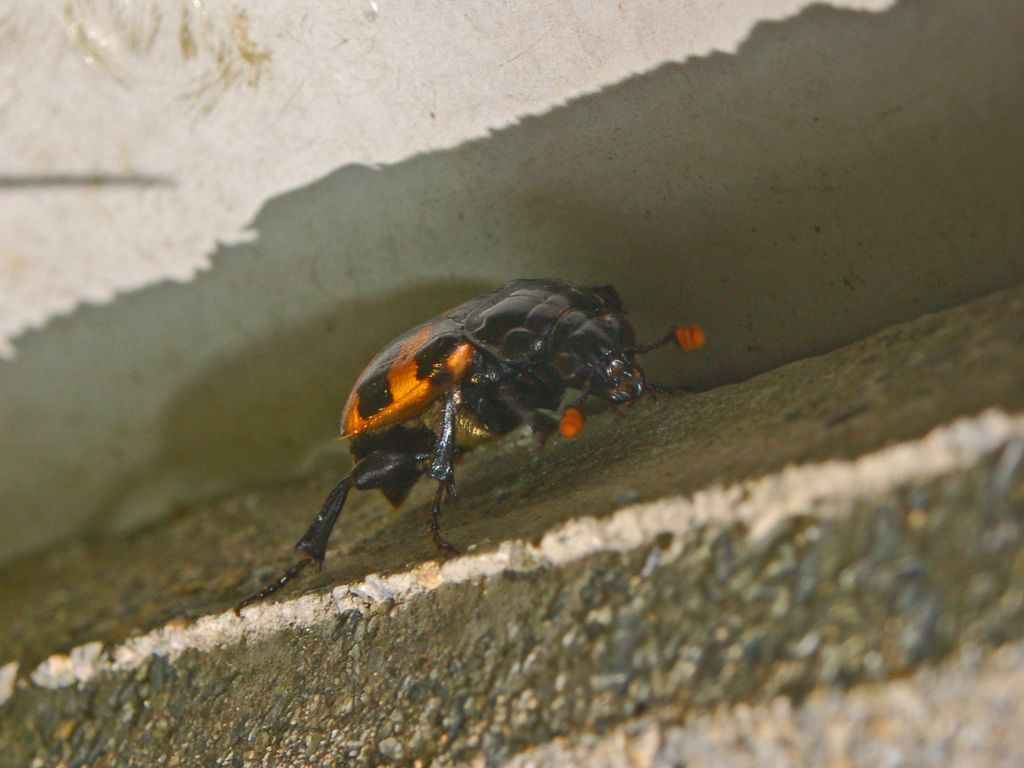